# Vallis Bohr
El Vallis Bohr es un valle situado al sur del cráter Einstein, en la cara oculta de la Luna. Esta amplia hendidura tiene una longitud de aproximadamente 80 kilómetros, y es radial con respecto a la cuenca de impacto del Mare Orientale, situado más al sur. Sus coordenadas selenográficas son 12.4 Norte y 86.6 Oeste.
|  |  |

El Vallis Bohr muy posiblemente es un cráter secundario del impacto que originó el Mare Orientale, situado al sur.
Recibe su denominación del cráter Bohr, cuyo nombre es un homenaje al físico danés Niels Bohr (1885-1962).